# 624
Раннє Середньовіччя. Триває чума Юстиніана. У Східній Римській імперії продовжується правління Іраклія. Частина території Італії належить Візантії, на решті лежить Лангобардське королівство. Франкське королівство об'єдналося під правлінням Хлотара II. Іберію займає Вестготське королівство. В Англії триває період гептархії. Авари та слов'яни утвердилися на Балканах. Центр Аварського каганату лежить у Паннонії. В Моравії утворилася перша слов'янська держава Само.
У Китаї триває правління династії Тан. Індія роздроблена. В Японії триває період Ямато. У Персії править династія Сассанідів. Степову зону Азії та Східної Європи контролює Тюркський каганат, розділений на Східний та Західний. Розпочалося становлення ісламу.
На території лісостепової України в VII столітті виділяють пеньківську й празьку археологічні культури. У VII столітті продовжилося швидке розселення слов'ян. У Північному Причорномор'ї співіснують різні кочові племена, зокрема кутригури, утигури, сармати, булгари, алани, авари, тюрки.

## Події
- Магомет розірвав зв'язки з юдаїзмом і постановив, що молитися треба обличчям до Кааби, а не до Єрусалима. Євреїв прогнано з Медіни.
- Під проводом Магомета мусульмани з Медіни завдали поразки курайшитам із Мекки.
- Візантійський імператор Іраклій набрав війська в Кавказькій Албанії й продовжив кампанію проти персів, але зустрів сильний опір.
- Вестготи повністю відвоювали у Візантії Андалусію.